# Tekeli
Tekeli (kazajo Текелі) es una ciudad en el sureste de Kazajistán.

## Localización geográfica
La ciudad está a unos 285 km de la antigua capital, Almaty, más al sur y está rodeada de muchas montañas. Se encuentra al final de un cruce del Turksib en el río Qaratal, no lejos del Djungarian Alatau en el área de Almaty y está a unos 100 km de la frontera con China.

## Historia
El nombre de la ciudad de Tekeli proviene de la palabra kazaja "TEKE" y significa "cabra montesa". Es por eso que el escudo de armas de la ciudad presenta una cabra montesa. La ciudad fue fundada en 1937 cuando los geólogos soviéticos descubrieron un gran depósito polimetálico. Tekeli tiene derechos de ciudad desde 1952. Es una ciudad que depende directamente del gobierno regional.
Un ramal del ferrocarril Turquestán-Siberiano termina en Tekeli y deja la línea principal en Köksu.
Un campus de la Universidad de Asia Central se encuentra en la ciudad.